# Хајнерсбрик
Хајнерсбрик или Муст (њем. Heinersbrück, длсрп. Móst) општина је у њемачкој савезној држави Бранденбург. Једно је од 30 општинских средишта округа Шпре-Најсе. Према процјени из 2010. у општини је живјело 652 становника. Посједује регионалну шифру (AGS) 12071176.

## Географски и демографски подаци
Хајнерсбрик или Муст се налази у савезној држави Бранденбург у округу Шпре-Најсе. Општина се налази на надморској висини од 62 метра. Површина општине износи 23,7 km². У самом мјесту је, према процјени из 2010. године, живјело 652 становника. Просјечна густина становништва износи 28 становника/km².

## Међународна сарадња
| Мјесто | Држава | Врста сарадње | Од    |
| ------ | ------ | ------------- | ----- |
|        | Пољска | пријатељство  | 1994. |
| Извор  |        |               |       |